# Municipio
Een municipio is in Italië de benaming van een stadsdeel of frazione (deelgemeente). Volgens het Italiaanse rechtsstelsel is het een subgemeentelijk administratief decentralisatieorgaan. Het werd ingevoerd met artikel 12 van wet nr. 142/1990 en vervolgens hervormd bij artikel 6 van wet nr. 265/1999 en vervolgens bij artikel 16 van de gecoördineerde wet op de lokale overheden (Testo Unico degli Enti Locali - TUEL), ingevoerd bij wetsbesluit nr. 267 van 18 augustus 2000.
De entiteit van de municipio wordt door de gecoördineerde wet genoemd als een mogelijke "vorm van participatie en decentralisatie van diensten" voor die gemeenten die zijn opgericht "door de fusie van twee of meer aangrenzende gemeenten". Het moet dus worden onderscheiden van de gemeentelijke decentrale  circoscrizione (die ook de naam municipio kan dragen - wat onder meer in Bari, Genua, Milaan en Rome het geval is), bedoeld in artikel 17 van dezelfde gecoördineerde wet, dewelke in plaats daarvan kan worden gevestigd in elke gemeente met een bevolking van meer dan 100.000 inwoners.
In ieder geval is er geen verplichting voor fusiegemeenten om dergelijke entiteiten op te richten. Hieruit volgt dat zij geen rechtspersoonlijkheid bezitten.

## Functies
Terwijl de wet van 1990 voorzag in de verplichte aanstelling van een prosindaco (proburgemeester) en twee gemeenteraadsleden, die tegelijk met de gemeenteraadsverkiezingen door middel van algemene verkiezingen werden gekozen, is de interne organisatie van de municipio na de wetsaanpassing van 1999 volledig gedelegeerd aan het statuut van de municipi in de specifieke fusiegemeente, terwijl de algemene verkiezing van de organen van een municipio facultatief is geworden. Gemeenten kunnen in hun statuten en reglementen voorzien in verschillende rollen en functies voor municipi, ook al is bepaald dat zij geen bestuurlijke functies kunnen uitoefenen. Bovendien kunnen de municipi niet over hun eigen belastingen beschikken, maar alleen over de middelen die hun worden toegewezen door de gemeenten waartoe zij behoren. Tijdens de eerste gemeenteraad na een fusie kunnen gemeenten echter verschillende gemeentelijke belastingtarieven van municipio tot municipio vaststellen.

## Naamverwarring
- Een municio wordt soms gebruikt als een alias voor een comune, een Italiaanse gemeente.
- Een circoscrizione wordt soms benoemd als municipio, onder meer in Bari, Genua, Milaan en Rome (zie ook De municipi van Rome).
- De municipio is naast het palazzo comunale een van de termen gebruikt in Italië voor de aanduiding van het gemeentehuis of stadhuis.
- De municipio is ook een term gebruikt met betrekking tot het Romeinse Rijk indien burgers uit een reeds bestaande gemeenschap met bepaalde rechten werden opgenomen in een Romeinse civitas.
- De municipio is de Mexicaanse term voor de Mexicaanse gemeentes.
- De municipio is de Italiaanse term gebruikt voor het gemeentebestuur in Zwitserse gemeentes.
- Municipio is een metrostation van de metro van Napels, bediend door lijn 1 en de verlenging van lijn 6.